# 倭・倭人関連の中国文献
倭・倭人関連の中国文献（わ・わじんかんれんのちゅうごくぶんけん）は、倭・倭人や倭国のことが書かれている中国の文献について解説する。

## 概要
倭の文字の初出は、正史は後漢初頭に書かれた『漢書』地理志（班固）であり、正史以外では『論衡』（王充）がある。
『漢書』では、倭は朝鮮半島の南の海の中にあると書いており、『論衡』では、越常と倭が併記され、倭は中国の南の呉越地方（揚子江の下流域の南付近）と関連があると推定しているようである。『晋書』や『梁書』などでは「太伯之後」と記し、倭人が呉の祖である太伯の子孫と自称していたことを記録している。
現在残されている中国の文献には266年から413年にかけて倭国に関する記述がないことから、日本では4世紀を「空白の4世紀」と呼ぶ。
なお琉球（流求）についての記述はある時期まで現在の台湾と区別されていないとされるため以下から除外する。

## 『論衡』
『論衡』倭人について、

「周時天下太平　倭人來獻鬯草」（異虚篇第一八）

周の時、天下太平にして、倭人来たりて暢草を献ず

「成王時　越裳獻雉　倭人貢鬯」（恢国篇第五八）

成王の時、越裳は雉を献じ、倭人は暢草を貢ず

「周時天下太平 越裳獻白雉 倭人貢鬯草 食白雉服鬯草 不能除凶」（儒増篇第二六）
 
周の時、天下は太平にして、越裳は白雉を献じ、倭人は鬯草を貢す。白雉を食し鬯草を服用するも、凶を除くあたわず。 

とみえる。
周代は日本の縄文時代晩期から弥生時代前期にあたり、周の成王の在位は前1042年～前1021年とされるが、『論衡』自体はかなり後の後漢の時代の1世紀に書かれたものである。なお、暢草には、霊芝、ウコン、香花草等の説がある。

## 『山海経』
『山海経』第十二「海内北経」

「蓋國在鉅燕南 倭北 倭屬燕」

蓋国は鉅燕の南、倭の北にあり。 倭は燕に属す。

倭は燕に朝貢していたと考えられていたことがわかる。ただし、同書は伝説集または神話集の体裁をとっており、「架空の国」や「架空の産物」が多く、史実を忠実に反映したものとみなすことについては疑問視されている。『山海経』第九 海外東經では、東方の海中に「黒歯国」があり、その北に「扶桑」が生える太陽が昇る国があるとされていた。この黒歯国と倭が関連付けられている記載として、以下のものがある。

『三国志』魏書東夷伝倭人条（魏志倭人伝）

「去女王四千餘里又有裸國黒齒國復在其東南船行一年可」

女王（卑弥呼）国を去ること4000余里（4000里前後）に裸国が有り、また黒歯国が在り、（裸国から）東南に船でおよそ一年である。

『梁書』巻五十四 列伝第四十八 諸夷伝 東夷条 倭

「其南有侏儒國 人長三四尺 又南黑齒國 裸國 去倭四千餘里 船行可一年至 」

その（女王国の）南に侏儒国が有り、（侏儒国の）人の身長は三四尺（古代中国の1尺は、隋までは23cm前後なので、三四尺は23cm×3≒70cm〜23cm×4≒90cm）である。また南に黒歯国と裸国があり、倭を去ること4000余里（4000里前後）、船でおよそ一年で至る。

## 『漢書』
中国正史で倭人の文字の初出は『漢書』地理志である。
『漢書』地理志燕地条

- 然東夷天性柔順、異於三方之外、故孔子悼道不行、設浮於海、欲居九夷、有以也夫！　樂浪海中有倭人、分爲百餘國、以歳時來獻見云。
- 然して東夷は天性柔順、三方の外に異なる。故に孔子、道の行われざるを悼み、設（も）し海に浮かばば、九夷に居らんと欲す。それ、以（ゆゑ）有るかな！　楽浪海中に倭人有り、 分れて百余国を為し、 歳時をもつて来たりて献見すと云ふ。
- 一方、東夷は性質が柔順であり、他の三方（西戎・南蛮・北狄）と異なる。そのため、孔子は、中国の中原では正しい道理が行われていないことを残念に思い、（筏で）海を渡って九夷に行きたいと望んだ。それは理にかなっている！　楽浪郡の先の海の中に倭人がいて、百余国にわかれており、 定期的に贈り物を持ってやって来た、と言われている。

また、漢の南方にあった呉の地理を記す「呉地」の条に、東鯷人の記事がある。
『漢書』地理志呉地条

- 會稽海外有東鯷人　分爲二十餘國　以歳時來獻見云
- 会稽の海の外に東鯷人有り。分ちて二十余国を為し、歳時をもつて来たりて献見すと云ふ。
- 会稽の海の外に東鯷人有り。二十数カ国にわかれており、定期的に贈り物を持ってやって来る国があった、と言われている。

「鯷（テイ）」には、ナマズ説と鮭説がある。記紀に年魚と記される。
東鯷人と倭人が同じ人々を指すのかどうかについては不詳であるが、谷川健一は、「わが列島の中に「東鯷人」の国を求めるとすれば、阿蘇山の周辺をおいてほかにないと私は考える」と記している。

## 『後漢書』
『後漢書』東夷伝

「建武中元二年 倭奴國奉貢朝賀 使人自稱大夫 倭國之極南界也 光武賜以印綬」
　建武中元二年（57年）、倭奴国、貢を奉じて朝賀す。使人自ら大夫と称す。倭国の極南界なり。光武賜うに印綬を以てす

「安帝永初元年 倭國王帥升等獻生口百六十人 願請見」
　安帝、永初元年（107年）倭国王帥升等、生口160人を献じ、請見を願う

倭奴国（の王）は、（朝鮮半島中部の楽浪郡を介して）、後漢の都の洛陽にまで使人（高官）をはるばる派遣し、朝貢した。光武帝によって授けられた金印（倭奴国王印）は、江戸時代に博多湾・志賀島で掘り出されたものとされている。「漢委奴國王」と刻印されている。三宅米吉はこれを漢（かん）の委（わ）の奴（な）の国王と読んでいる。また、委奴を「いと・ゐど」（伊都国か）と読み、漢の委奴（いと・ゐど）国王と読む説もある。
一方、中国の史書では、「倭奴国」は「倭国」の旧称と記されている。
- 『北史』倭国伝

安帝時、又遣朝貢、謂之倭奴國。
後漢安帝の時（106－125年）、また遣（使）朝貢した、これを「倭奴国」という
- 『隋書』倭国伝

安帝時、又遣使朝貢、謂之倭奴國
後漢安帝の時（106－125年）、また遣使朝貢した、これを「倭奴国」という
- 『旧唐書』倭国・日本国伝

倭國者、古倭奴國也。
倭国とは、古の「倭奴国」なり
この後は倭国大乱と卑弥呼の記事があり、『三国志』の『魏書』東夷伝の倭人条（魏志倭人伝）に似ているが、「大乱」の時期を「桓霊間」（桓帝と霊帝の時代）と具体的に記すなど相違点もある。魏志「東夷伝」にはこの他、『漢書』地理志から引用したと見られる「東鯷人」の記事、『三国志』の『呉書』孫権伝から引用したと見られる夷洲と亶洲（「澶洲」と誤記）の記事もある。

「冬十月，倭國遣使奉獻。辛酉，新城山泉水大出」

### 檀石槐伝
『後漢書』卷九十 烏桓鮮卑列傳第八十の檀石槐伝に以下の記述がある。
「光和元年冬 又寇酒泉 縁邊莫不被毒 種衆日多 田畜射獵不足給食 檀石槐乃自徇行 見烏侯秦水廣從數百里 水停不流 其中有魚 不能得之 聞倭人善網捕 於是東擊倭人國 得千餘家 徙置秦水上 令捕魚以助糧食」

## 『魏志』倭人伝
『三国志』魏書巻三十　烏丸鮮卑東夷伝　倭人条（いわゆる『魏志倭人伝』）

「倭人在帶方東南大海之中 依山島爲國邑 舊百餘國 漢時有朝見者 今使譯所通三十國」
倭人は帯方郡の東南の大海の中におり、山の多い島のうえに国や邑（むら）をつくっている。もとは百あまりの国があり、その中には漢の時代に朝見に来たものもあった。いまは使者や通訳が往来するのは三十国

東夷伝には、夫余・高句麗・東沃沮・挹婁・濊・馬韓・辰韓・弁辰・倭人の九条が含まれている。東夷伝の九条とも大体三部から構成されている。倭人伝も、第一部はその周辺との関係位置や内部の行政区画の記事、第二部はその経済生活や日常習俗の記事、第三部はその政治外交上の大事件の記事、と分けることができる。
東夷伝の韓伝冒頭にも倭という記載がある。

「韓在帶方之南 東西以海爲限 南與倭接 方可四千里」（『魏志』韓伝）
　韓は帯方の南に在り。東西は海をもって限りとなし、南は倭と接する。方4千里ばかり。

## 『晋書』
『晋書』武帝紀　太康10年（289年）条
「東夷絶遠三十餘國 西南二十餘國來獻」
この絶遠の東夷に倭人が含まれていると見ることがある。倭人については東夷伝と武帝紀、倭国については安帝紀に書かれている。
邪馬台国についての直接の記述は無いが、魏の時代の倭人や卑弥呼については書かれている。また266年の「倭人」の朝貢は日本書紀の神功皇后紀に『晋起居注』（現存しない）から引用された「倭の女王」の記事と年次が一致し、その前の文帝（司馬昭）の時代（255～265年）にも何度もやって来たと東夷伝にあるので、この女王は台与と考えられている。
266年「11月に倭人が方物を献じた」に続いて、「円丘・方丘を南北郊に併せ、二至の祀りを二郊に合わせた」と解釈した記事を、あえて連続したものと見てとって「晋書武帝紀に東夷の前方後円墳のおこりが記されている」と即断した新説が提示されているが、依然として懸念が残されている。
- 『晉書』四夷傳（東夷条） - ウェイバックマシン（1999年8月27日アーカイブ分）
- 『晉書』帝紀（抜粋） - ウェイバックマシン（1999年8月27日アーカイブ分）

## 『宋書』
『宋書』倭国伝

「自昔祖禰 躬擐甲冑 跋渉山川 不遑寧處 東征毛人五十國 西服衆夷六十六國 渡平海北九十五國」

昔から祖彌（そでい）躬（みずか）ら甲冑（かっちゅう）を環（つらぬ）き、山川（さんせん）を跋渉（ばっしょう）し、寧処（ねいしょ）に遑（いとま）あらず。東は毛人を征すること、五十五国。西は衆夷を服すること六十六国。渡りて海北を平らぐること、九十五国。

「詔除武使持節、都督倭新羅任那加羅秦韓慕韓六國諸軍事、安東大將軍、倭王」
時の順帝は、上表に応え、詔を以て武を、使持節、都督倭・新羅・任那・加羅・秦韓・慕韓六国諸軍事、安東大将軍とした。

倭王に叙爵し、倭国が宋へ朝貢をし、宋が倭王（武）に対して、百済を除く朝鮮半島及び倭の六国支配を認めた。倭の五王の中の珍に関係する記述が列伝の倭国条だけでなく本紀の文帝紀にもある。
- 宋書倭国伝
- 『宋書』「夷蠻伝」倭国伝 - ウェイバックマシン（2004年12月15日アーカイブ分）

## 『南斉書』
『南斉書』列伝 第三十九 蛮 東南夷

「倭國、在帶方東南大海島中、漢末以來、立女王。土俗已見前史。建元元年、進新除使持節、都督倭新羅任那加羅秦韓慕韓六國諸軍事、安東大將軍、倭王武號爲鎮東大將軍。」
倭国関係は東南夷伝に書かれている。冒頭は前正史の記述を大きく抄録したもので、また中国から見た倭国の位置や女王の存在などを記す。
479年に倭王武を使持節都督倭・新羅・任那・加羅・秦韓・慕韓六国諸軍事安東大将軍から、称号を鎮東大将軍に昇格したことが書かれている。直前の加羅国条には、武の勢力下にある加羅の荷知王が朝貢し、輔国将軍・本国王に任じたことを記す。
- 『南齊書』列傳 第三十九 蠻 東南夷 - ウェイバックマシン（1999年11月4日アーカイブ分）

## 『梁職貢図』
『梁職貢図』に記された皇帝に対する周辺国や少数民族の進貢の様子の中に、倭国の記載がある。

### 倭国についての記述
倭国は南斉の建元（479年〜482年）に、上表した。

### 斯羅国（新羅）についての記述
「斯羅國，本東夷辰韓之小國也。魏時曰新羅，宋時曰斯羅，其實一也。或屬韓或屬倭，國王不能自通使聘。普通二年，其王名募秦，始使隨百濟奉表献方物。其國有城，號曰健年。其俗與高麗相類。無文字，刻木為範，言語待百濟而後通焉」。

斯羅國は元は東夷の辰韓諸国の中の一小国であった。魏の時代では新羅といい、劉宋の時代には斯羅というが同一の国である。或るとき韓に服属し、あるときは倭に服属していたため、国王は使者を派遣できなかったとしている。普通二年（521年）に、募秦王（法興王）が、初めて、百済に随伴し朝貢する使節を派遣した。斯羅国には健年城という城があり、習俗は高麗（高句麗)と類似し文字はなく木を刻んで範とした(木簡)。百済の通訳で梁と会話を行った。
韓国の歴史家ユン・ヨングは張庚模本と南京博物院旧蔵模本と比較したうえで「新羅と高句麗を含んだ7カ国の題起は完全に新しく出現した資料」とした。また、張庚模本の新羅題記の中の「或屬韓或屬倭」(「或るときは韓に服属し、或るときは倭国王に服属した」）という記述について、任那日本府(369年-562年）問題や414年に建立された広開土王碑碑文における
という記述解釈などの諸問題に関連して議論が起こるだろうとした。

## 『梁書』
梁書について。
- 梁書諸夷伝 - ウェイバックマシン（1999年8月27日アーカイブ分）

## 『北史』
北史について。

### 『北史』倭国伝
漢光武時、遣使入朝、自稱大夫。
後漢の光武帝の時（25－57年）、遣使が入朝、大夫を自称する。
安帝時、又遣朝貢、謂之倭奴國。
安帝の時（106－125年）、また遣使が朝貢した、これを倭奴国という
北史倭国伝では主に、「邪馬台国への行程」、「邪馬台国以前の歴史」、「倭国の制度・風俗」、「阿蘇山」、「邪摩堆への行程」、「外交書簡」が述べられている。 

## 『南史』
南史について。

### 『南史』倭国伝
南史倭国伝では、「倭国、その先の出たる所および所在は、北史に事詳しく。」に始まり、「倭国の風俗」、「倭の五王」、「侏儒国・黒歯国・裸国」、「文身国」、「大漢国」、「扶桑国」について記述されている。

## 『隋書』
『隋書』の「卷八十一 列傳第四十六 東夷 俀國」に記載がある。『隋書』では倭国ではなく俀国と評価されるが、これは別の国という意味ではなく単なる譌体（誤字）である。ここでは全て「俀」を「倭」と表記を戻して解説する。

「男女多黥臂點面文身 没水捕魚」
　男女多く臂（うで・ひじ）に黥（げい）し顔に点し身に文し、水に没して魚を捕る

とある。『魏志倭人伝』記事の焼き直しでなく、608年の隋使裴清（裴世清）の一行の見聞や観察を基礎にしたものであれば、7世紀初頭の倭人社会についての資料となる。また、

「新羅 百濟皆以倭爲大國 多珎物 並敬仰之 恒通使往來」
新羅・百濟は、みな倭を以て大国にして珍（寳）物多しとなし。並びにこれを敬い仰ぎて、恒に使いを通わせ往来す

とある。

「開皇二十年 倭王姓阿毎 字多利思北孤 號阿輩雞彌 遣使詣闕 上令所司訪其風俗 使者言倭王以天爲兄 以日爲弟 天未明時出聽政 跏趺坐 日出便停理務 云委我弟 高祖曰 此太無義理 於是訓令改之」
開皇二十年（600年）、倭王、姓は阿毎、字は多利思北孤、阿輩雞弥（おおきみ）と号（ごう）し、使いを遣わして闕（みかど）に詣（まい）らしむ。上、所司（しょし）をしてその風俗を問わしむ。使者言う、倭王は天を以て兄と為し、日を以て弟と為す。天未（いま）だ明けざる時に、出でて政（まつりごと）を聴くに跏趺（かふ）して坐す。日出ずれば、すなわち理務を停（とど）めて、我が弟に委（ゆだ）ぬと云う。高祖曰く、此れ太（はなはだ）義理なし。是に於て訓（おし）えて之を改めしむ。

この遣隋使の記録は日本側には無い。

「大業三年 其王多利思北孤遣使朝貢 使者曰 聞海西菩薩天子重興佛法 故遣朝拜 兼沙門數十人來學佛法」
大業三年（607年）其の王多利思北孤，使いを遣わして朝貢す。使者曰く『海西の菩薩天子重ねて仏法を興すと聞く。故に遣わして朝拝せしめ，兼ねて沙門数十人来りて仏法を学ぶ。』と。

倭の王からの使者が来て、隋を訪問した目的を述べたことが記述されている。ここでは「海西の天子は、重ねて（熱心に）仏法を起こしていると聞いた。そのため沙門（僧侶）を送って仏法を学ぶために来たのだ」と述べている。
海西の菩薩天子とは、海の西の方の天子、すなわち、開皇11年（591年）菩薩戒により総持菩薩となった煬帝を指している。そして、この一節の直後に有名な「日出處天子致書日沒處天子無恙云云」の記述が続いている。

「古云去樂浪郡境及帶方郡並一萬二千里在會稽之東與儋耳相近」
古くは云う、楽浪郡境及び帯方郡を去ること、並びて一万二千里。会稽の東に在りて、儋耳と相近しと。

当時の隋の古伝によれば、倭人のルーツは、楽浪郡や帯方郡から1万2000里（約4800m）離れた会稽の東側にあり、儋耳と近かったという。

### 『隋書』東夷傳
「九夷所居、與中夏懸隔、然天性柔順」
九夷（中国の東に住む諸民族）が居る所は、中華から遠くにあり、（九夷の）天性は柔順である。
- 隋書俀国伝 - ウェイバックマシン（1999年10月11日アーカイブ分） - （版本の部分）
- 隋書卷八十一　列傳第四十六　東夷　倭國 - ウェイバックマシン（2004年6月21日アーカイブ分）
- 隋書 卷八十一 列傳第四十六 東夷傳 俀國 - ウェイバックマシン（2021年1月26日アーカイブ分）

## 『旧唐書』
旧唐書には日本について『倭国』と『日本国』の条がある。「日本」の名称に関して次の記述がある。

倭國者古倭奴國也　去京師一萬四千里　在新羅東南大海中　依山島而居　東西五月行　南北三月行　世與中國　～

日本國者倭國之別種也 以其國在日邊 故以日本爲名 或曰 倭國自惡其名不雅 改爲日本 或云 日本舊小國 併倭國之地 其人入朝者 多自矜大 不以實對 故中國疑焉|『舊唐書』 東夷伝 倭國

日本国は倭国の別種なり。 その国日辺にあるを以て、故に日本を以て名とす。 或いはいわく、倭国自らその名の雅ならざるを悪み、改めて日本となすと。  或いはいう、日本は旧小国、倭国の地を併せたり。其の人、入朝する者、多くは自ら矜大(尊大)、実(真実)をもって対(こた)えず。故に中国、焉(これ)を疑う。

## 『新唐書』
北宋時代に再編纂された『新唐書』においては、古の倭奴が、高句麗滅亡後、倭の悪名を嫌って日本と改名したとの理解に対して、「日本という小国を倭があわし（併合し）その号（日本の名）を冒（名のる）」し、日本と改めたと説明したが、疑いを持たれた、という記述がある。

## 『通典』
通典について。

## 主な訳注書
- 石原道博編訳『魏志倭人伝 ・後漢書倭伝・宋書 倭国伝・隋書 倭国伝』岩波文庫、1985年
- 石原道博編訳『旧唐書倭国日本伝・宋史日本伝・元史日本伝』岩波文庫、1986年
  - 石原道博『訳註 中国正史日本伝』国書刊行会、1975年
- 井上秀雄 ほか訳注『東アジア民族史 正史東夷伝』 平凡社〈東洋文庫〉全2巻、1976年、ワイド版2007年
- 『倭国伝 全訳注　中国正史に描かれた日本』 講談社学術文庫、2010年
  - 旧版『中国の古典17 倭国伝』学研、1985年、新版1993年。藤堂明保・竹田晃・影山輝國 訳注
- 鳥越憲三郎『倭人・倭国伝全釈　東アジアのなかの古代日本』 角川ソフィア文庫、2020年
  - 旧版『中国正史 倭人・倭国伝 全釈』 中央公論新社、2004年